# Ерышёвское сельское поселение
Ерышёвское сельское поселение — муниципальное образование в Павловском районе Воронежской области.
Административный центр — село Ерышёвка.

## Административное деление
В состав поселения входит один населённый пункт:
- Ерышёвка.